# The Alters
The Alters é um jogo eletrônico de sobrevivência desenvolvido e publicado pela 11 Bit Studios. No jogo, o jogador assume o controle de Jan Dolski, um minerador espacial que precisa criar versões alternativas de si mesmo para sobreviver em um planeta inóspito. O lançamento está previsto para junho de 2025, com versões para Microsofr Windows, Xbox Series X/S e PlayStation 5. O jogo também foi lançado no primeiro dia no Xbox Game Pass.

## Jogabilidade
Em The Alters, o jogador assume o controle de um construtor chamado Jan Dolski. Jan precisa pilotar uma base massiva em forma de roda pela superfície do planeta para se manter fora do alcance do sol, que pode matá-lo devido à radiação letal. É um jogo de sobrevivência em que os jogadores precisam explorar o planeta e minerar recursos e materiais, essenciais para manter e expandir a base. Infraestrutura, como torres de eletricidade, deve ser construída para fornecer energia aos equipamentos de mineração. A expansão da base é semelhante a jogos como Fallout Shelter e XCOM, onde o jogador é responsável por anexar novos quartos e módulos à base, aprimorando suas capacidades e mantendo a equipe satisfeita. Cada segmento do jogo é cronometrado, já que o sol nasce e pode obliterar toda a equipe do jogador. Um segundo no mundo real equivale a um minuto no jogo.
Para sobreviver e escapar antes do nascer do sol, Jan deve criar "Alters" usando um material chamado Rapidium. Alters são versões alternativas dele mesmo que fizeram escolhas de vida diferentes e, portanto, possuem conjuntos de habilidades, estilos de vida e personalidades próprios. Usando um sistema chamado "Árvore da Vida", o Jan original pode visualizar seu caminho de vida e escolher qual Alter trazer à existência. Alters podem oferecer soluções para os problemas enfrentados pelo jogador. Por exemplo, um Jan cientista pode ajudar a pesquisar novas formas de navegar pelos ambientes hostis do jogo. Cada Alter tem suas próprias emoções, necessidades e medos, e o jogador deve monitorar regularmente seu status. Se negligenciados, eles podem agir impulsivamente, gerando consequências inesperadas. Existe um número máximo de Alters que o jogador pode criar em uma única partida.

## Desenvolvimento
The Alters está atualmente em desenvolvimento pelo estúdio polonês 11 Bit Studios, que anteriormente trabalhou em This War of Mine e Frostpunk. O jogo foi anunciado pela 11 Bit Studios em junho de 2022, durante o PC Gaming Show 2022. O lançamento está previsto para 13 de junho de 2025, para PlayStation 5, Windows e Xbox Series X/S. O jogo também será disponibilizado para assinantes do Xbox Game Pass no dia do lançamento.
O artista principal, Tomasz Kisilewicz, explicou à imprensa que o jogo foi influenciado por thrillers psicológicos, descrevendo The Alters como um "jogo estranho". Embora ele tenha descrito a coleta de recursos como "a base da economia" do jogo, o tempo foi o recurso mais precioso. Existem várias maneiras de resolver um problema, mas o jogador não tem tempo para executar todas as tarefas, precisando, portanto, pensar estrategicamente e priorizar seus objetivos. Em termos de jogabilidade, o jogo foi inspirado em Satisfactory. A ideia original era que os jogadores construíssem e gerenciassem uma base no espaço criando várias cópias de si mesmos. A história, que foca em como as escolhas e decisões na vida podem levar a resultados muito diferentes, foi criada para complementar o cenário. A equipe queria que essas escolhas fossem relacionáveis, pois também são enfrentadas por pessoas na vida real. Segundo o estúdio, "cada Alter tem uma personalidade e história cuidadosamente preparadas com as quais o jogador pode interagir durante o jogo".